# Discovery Life
Discovery Life (anteriormente Discovery Fit & Health) é um canal de televisão por assinatura estadunidense, propriedade da Warner Bros. Discovery. Sua programação é voltada aos temas fitness e saúde. É o resultado da união dos canais Discovery Health Channel e FitTv que mantêm seus programas destacados. Iniciou suas transmissões em 1º de fevereiro de 2011 e está disponível em 50 milhões de lares.

## História

Logo do Discovery Life Channel utilizado até 2016.

Em 1º de janeiro de 2011 o canal Discovery Health Channel foi substituído pela Oprah Winfrey Network. Seus antigos programas passaram a ser transmitidos na FitTV.
Em 17 de janeiro de 2011, a Discovery Communications anunciou a fusão da FitTV e o Discovery Health Channel, originando o Discovery Fit & Health. O canal entrou 1 de fevereiro de 2011, utilizando o espaço antigo do canal FitTV.
Em 15 de janeiro o canal foi renomeado para Discovery Life.